# جويس يانغ
جويس يانغ هي عازفة بيانو كورية جنوبية، ولدت في 11 أبريل 1986 في سول في كوريا الجنوبية.

## وصلات خارجية
- جويس يانغ على موقع ميوزك برينز (الإنجليزية)
- جويس يانغ على موقع ديسكوغز (الإنجليزية)